# Polenweg
Polenweg lub Polenstrasse to nazwa polnych dróg, leśnych ścieżek i ulic w Szwajcarii, które zostały zbudowane w trakcie II wojny światowej przez internowanych polskich żołnierzy z 2 Dywizji Strzelców Pieszych generała Bronisława Prugara-Ketlinga.

## Historia
W kampanii francuskiej 1940 dywizja toczyła, mimo niepełnego wyposażenia, walki z przeważającymi siłami Wehrmachtu w Alzacji. Po ustaniu możliwości oporu 19 czerwca większość sił dywizji przekroczyła granicę francusko-szwajcarską i została internowana przez Szwajcarów.
Internowani Polacy zatrudnieni byli głównie przy budowie dróg i mostów, odwadniania bagien oraz w rolnictwie. Ogólnie zbudowali około 450 kilometrów dróg, mostów i kanałów.

## Galeria

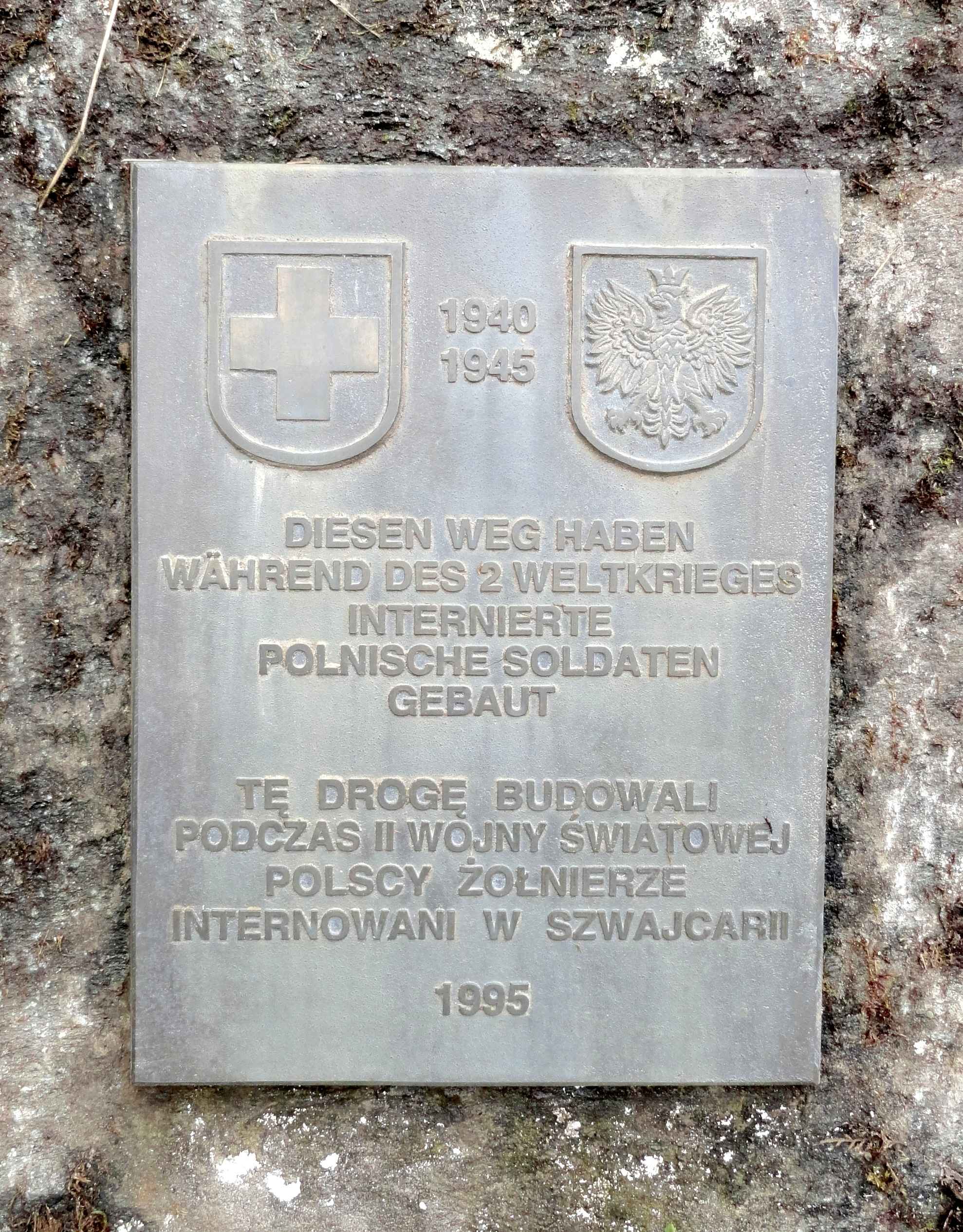
Tablica pamiątkowa koło Rueun
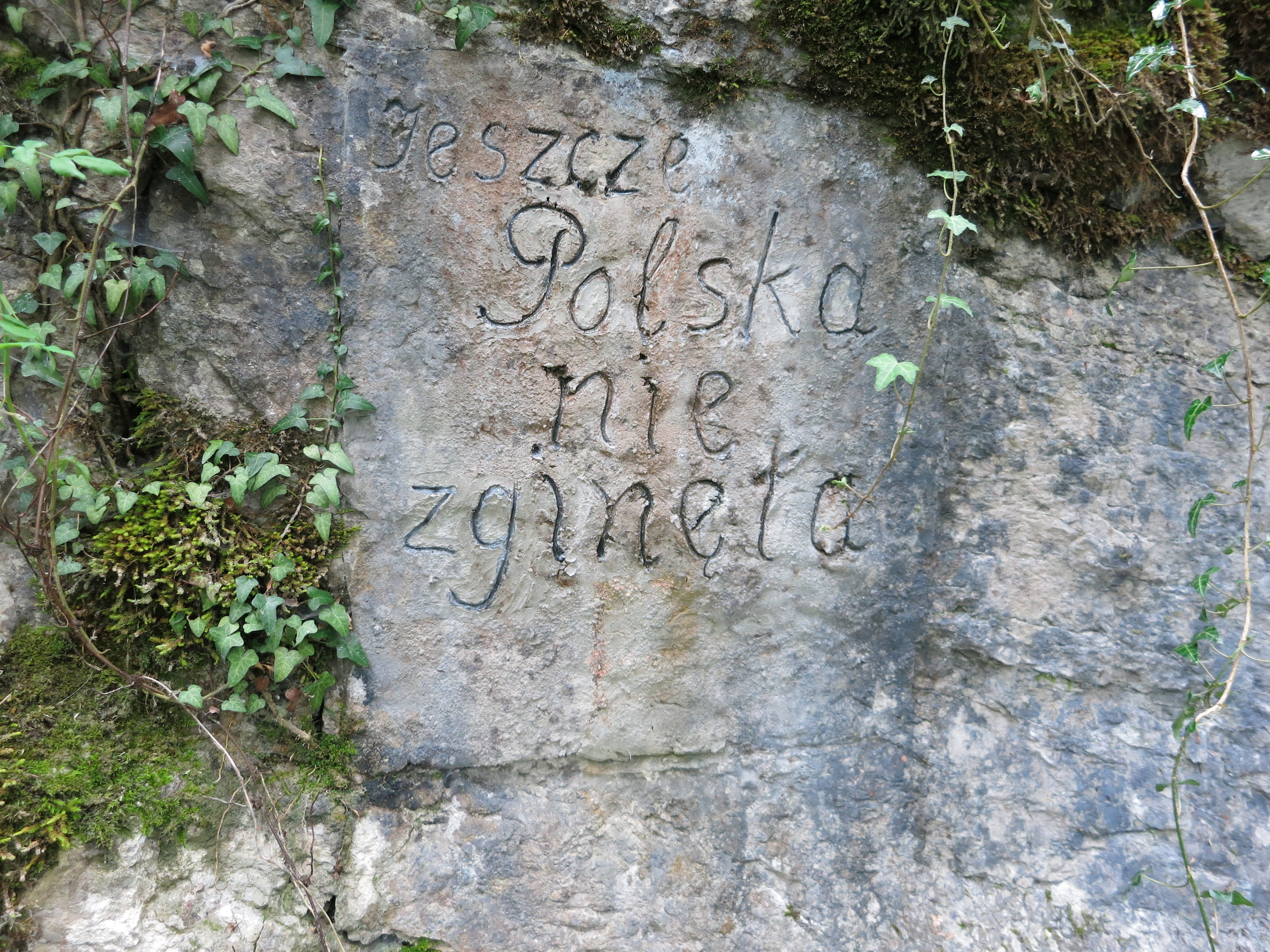
Polenstrasse Alpnach-Mueterschwanderberg: Jeszcze Polska nie zginęła
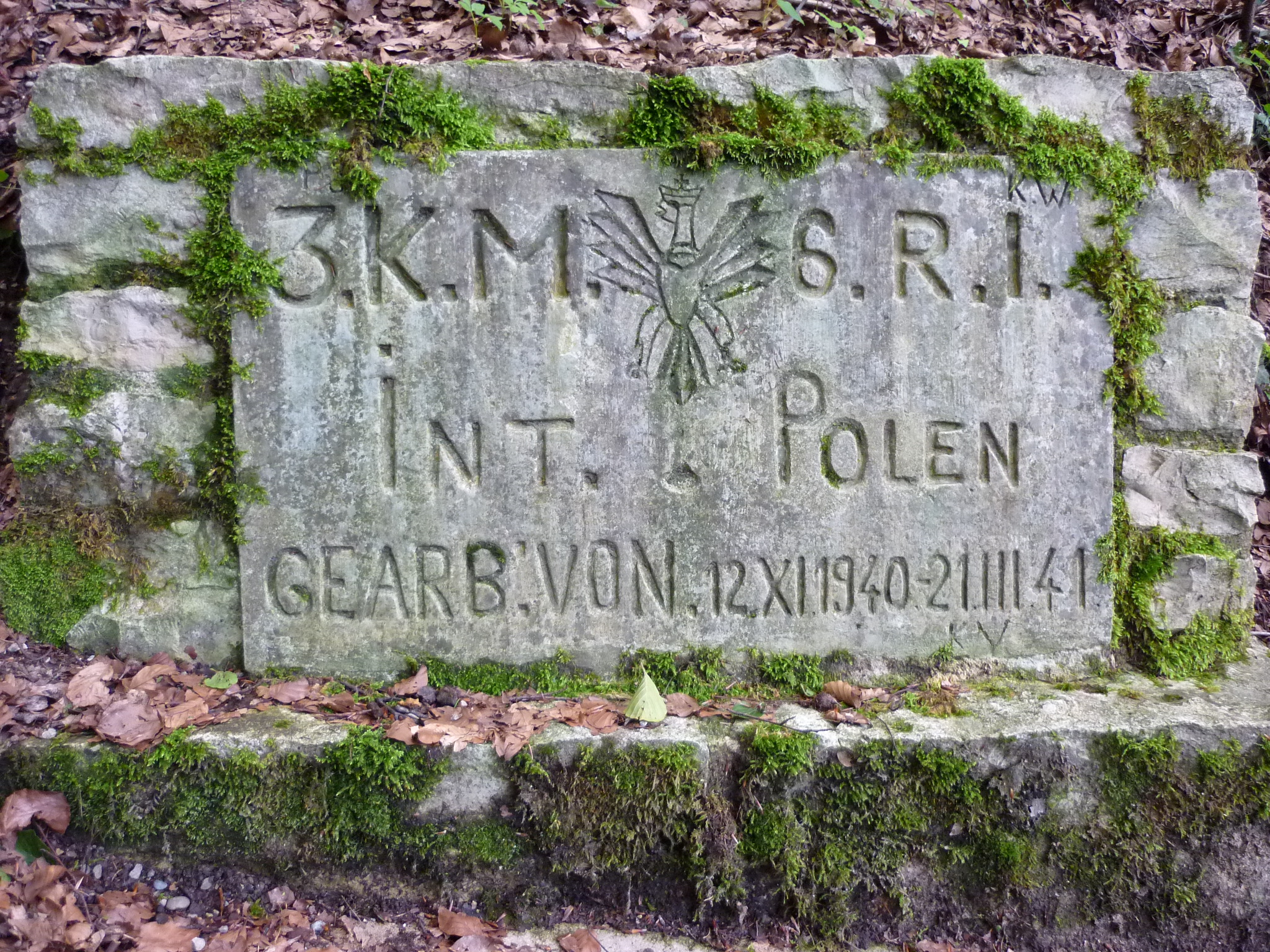
Droga do Limmatlinie – system szwajcarskich fortecznych umocnień
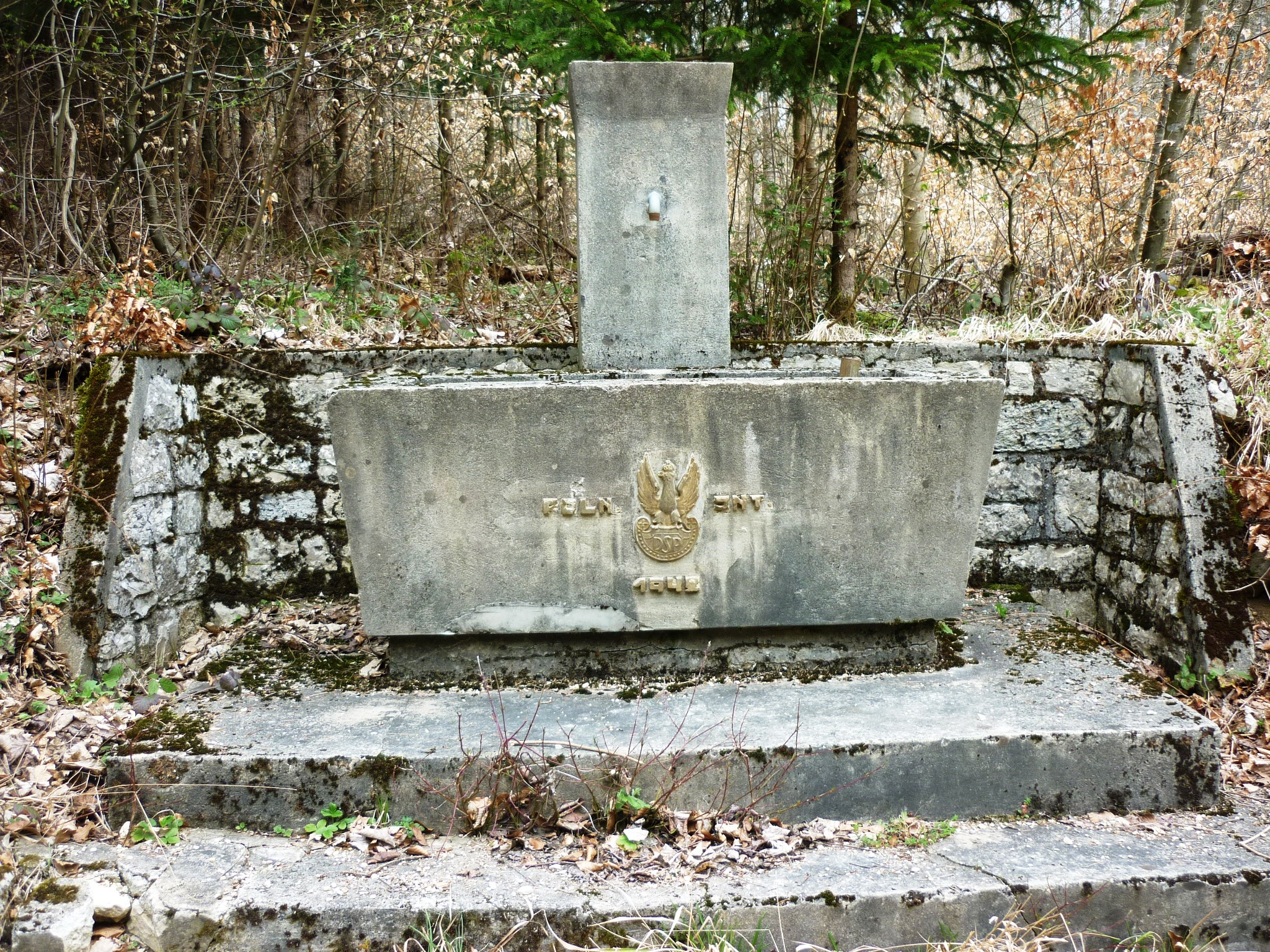
Polenbrunnen (studnia) koło Villigen
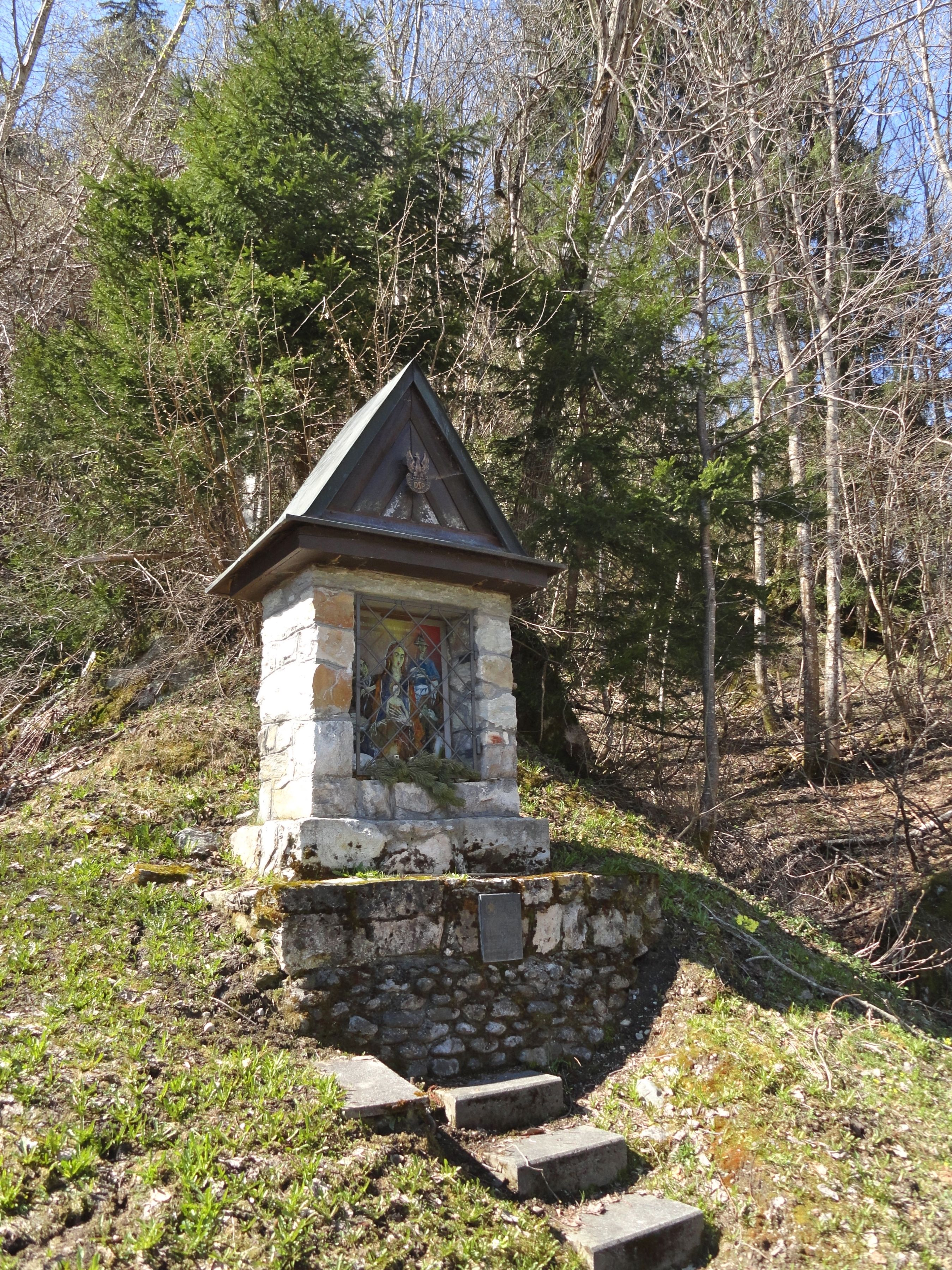
Kapliczka koło Rueun

## Literatura
- Jerzy Rucki: Die Schweiz im Licht – die Schweiz im Schatten. Erinnerungen, Rück- und Ausblicke eines polnischen Militärinternierten in der Schweiz während des Zweiten Weltkrieges. Brunner-Verlag, Kriens, 1997, ISBN 3-905198-30-4.
- Caroline Belart: Viele von ihnen weinten – Polnische Internierte in der Schweiz und insbesondere in der Gemeinde Thalheim. ISBN 3-03919-039-3.